# Élections législatives israéliennes de 1992
Les élections législatives israéliennes ont eu lieu de manière anticipée le 23 juin 1992, en Israël. Le seuil électoral est désormais de 1,5 %.

## Résultats
| Parti                     | Parti                           | Voix      | %    | Sièges | +/-           |  |
| ------------------------- | ------------------------------- | --------- | ---- | ------ | ------------- |  |
|                           | Parti travailliste              | 906 810   | 34,7 | 44     | 5             |  |
|                           | Likoud                          | 651 229   | 24,9 | 32     | 8             |  |
|                           | Meretz                          | 250 667   | 9,6  | 12     | 2             |  |
|                           | Tsomet                          | 166 366   | 6,4  | 8      | 6             |  |
|                           | Parti national religieux        | 129 663   | 5,0  | 6      | 1             |  |
|                           | Shas                            | 129 347   | 4,9  | 6      | en stagnation |  |
|                           | Judaïsme unifié de la Torah     | 86 167    | 3,3  | 4      | 3             |  |
|                           | Hadash                          | 62 545    | 2,4  | 3      | 1             |  |
|                           | Moledet                         | 62 269    | 2,4  | 3      | 1             |  |
|                           | Parti démocratique arabe        | 40 788    | 1,6  | 2      | 1             |  |
|                           | Tehiya                          | 31 957    | 1,2  | 0      | 3             |  |
|                           | Liste progressiste pour la Paix | 24 181    | 0,9  | 0      | 1             |  |
|                           | Autres partis                   | 74 852    | 2,7  | 0      | -             |  |
|                           |                                 |           |      |        |               |  |
| Suffrages exprimés        | Suffrages exprimés              | 2 616 841 | 99,2 |        |               |  |
| Votes blancs et invalides | Votes blancs et invalides       | 21 102    | 0,8  |        |               |  |
| Total                     | Total                           | 2 637 943 | 100  | 120    | en stagnation |  |
| Abstentions               | Abstentions                     | 771 072   | 22,6 |        |               |  |
| Inscrits / Participation  | Inscrits / Participation        | 3 409 015 | 77,4 |        |               |  |